# Karl Liebknecht
Karl Liebknecht (Lipcse, 1871. augusztus 13. – Berlin, 1919. január 15.) német ügyvéd, baloldali szociáldemokrata, antimilitarista politikus, marxista forradalmár, a Németország Kommunista Pártja (Kommunistische Partei Deutschlands – KPD) egyik alapítója volt. Apja Wilhelm Liebknecht, szocialista, a Németország Szociáldemokrata Pártja (Socialdemokratische Partei Deutschland – SPD) egyik alapítója. Karl Liebknecht 1914 decemberében a Reichstagban egyedül szavazott a hadihitelek ellen, a háborút pedig imperialista rablóháborúnak bélyegezte, amivel új lendületet adott a németországi háborúellenes küzdelemnek. 1916 május elsején háborúellenes tüntetés szervezése miatt börtönbe zárták, ahonnan csak 1918. október 23-án szabadult ki. Rosa Luxemburg oldalán részt vett a berlini Spartakus-felkelésben, melynek elfojtása során freikorps tisztek elhurcolták, s mindkettejüket brutális módon meggyilkolták.

## Élete

### Pályakezdés
1871. augusztus 13-án született Lipcsében Wilhelm Liebknecht és Natalie Reh öt gyermeke közül másodikként. Bátyja Theodor Liebknecht ügyvéd, öccse Otto Liebknecht, neves vegyész volt. A keresztapaságot Karl Marx és Friedrich Engels, apja barátai töltötték be. 1890-től jogi és közgazdaságtani tanulmányokat folytatott a lipcsei, majd a berlini egyetemen. 1893 és 1894 között katonai szolgálatot teljesített. Doktori képesítését 1897-ben Würzburgban szerezte, majd 1899-ben Theodor bátyjával ügyvédi irodát nyitottak Berlinben. 1900. május 8-án feleségül vette Julia Paradiest, házasságából két fia és egy lánya született.

### Forradalmi szociáldemokrata
A politika és a marxizmus iránti érdeklődését a családban sajátította el, apja mellett anyja is aktív közéleti tevékenységet folytatott. 1900-ban az SPD tagja lett. Politikai ügyekben gyakran ellátta baloldali szocialisták ügyvédi védelmét, például illegális irodalom Oroszországba való csempészése miatt, vagy koholt vádak alapján indított eljárásokban. Ugyanezen év augusztus 7-én meghalt apja, s az SPD-ben August Bebel vált a legtekintélyesebb vezetővé. 1901-ben a berlini városi tanács tagjává választották, és ezt a pozíciót 1913-ig meg is tartotta.
Az SPD-ben a századforduló utáni években három jól elkülöníthető irányzat alakult ki. Az Eduard Bernstein szellemi vezetése alatt álló jobboldali reformisták, amely egyre jobban feladta az osztálypolitikát, megtagadta a marxizmust, s mindinkább támogatta a császárság militarista, gyarmatosító külpolitikáját. A centrum irányzatát August Bebel, Karl Kautsky, Rudolf Hilferding, míg a baloldali radikálisok csoportját Rosa Luxemburg, Clara Zetkin, Franz Mehring, Karl Radek, Anton Pannekoek és Liebknecht reprezentálta.
Liebknecht aktív tagja volt a II. Internacionálénak, s 1907 nyarán a kezdeményezésére alakult meg a Szocialista Ifjúsági Internacionálé (International Union of Socialist Youth – IUSY), amelynek elnöki tisztét 1907 és 1910 között ő töltötte be. 1907-ben publikálta Militarizmus és antimilitarizmus – különös tekintettel a nemzetközi ifjúsági mozgalomra című könyvét. A mű egyik legradikálisabb politikai következtetése, hogy a háborúellenes agitációt ki kell terjeszteni a katonaságra is. A császári hatóságok aggódtak a könyv lehetséges felforgató hatása miatt, II. Vilmos császárnak is eljuttattak egy példányt belőle. Liebknechtet az alkotmányos rend megsértése és hazaárulás vádjával letartóztatták, s az 1907. október 9–12. között lezajlott, nagy sajtó- és közérdeklődés által kísért per során – II. Vilmos a per állásáról telegráfon folyamatosan tájékozódott, – 18 havi börtönre ítélték. Védőbeszédében a következőképpen foglalta össze gondolatait:
„Nekem az a célom, hogy a háború és a béke kérdésében való döntést kiemeljem a miniszteri tanácskozások homályából és a diplomácia rejtekútjairól, s a nyilvánosság fényébe állítsam. Ez az, amit az urak olyan nagyon nehezen akarnak megérteni. Azt akarom, hogy a háború és béke kérdésében az egész nép akarata döntsön. Tudom, hogy nagyon kellemetlennek találják az effajta törekvéseket, és továbbra is fenn akarják tartani a céhbeli diplomácia ilyen irányú tevékenységét s a mostani abszolutizmust. Éppen ezért kötelessége minden kulturáltan gondolkodó embernek, minden szociáldemokratának, hogy a dolgok megváltoztatására törekedjék, arra, hogy a nép határozza el, akar-e háborút, minthogy ennek terheit neki kell viselnie. Végül azt is akarom, hogy hadseregünket ne használják fel a belső ellenség ellen, vagyis polgárháborús célokra. Bizonyos, hogy főleg ez az, ami rossz vért szült, sőt viharos felháborodást keltett ellenem. Ebben a kérdésben is nyilvánvalóan én képviselem a béke elvi álláspontját.”

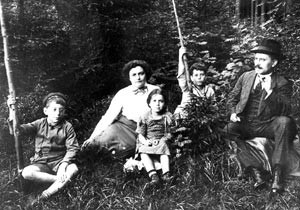
Sophie és Karl Liebknecht 1913-ban, első házasságából származó gyerekeivel

A per során tanúsított bátorsága nagy népszerűséget hozott Liebknechtnek, aminek következtében még börtönbüntetése ideje alatt a porosz parlament tagjává választották, s rövid időn belül az SPD forradalmi baloldalának egyik legelismertebb vezetőjévé vált.
1911-ben epeműtét következtében meghalt felesége. Ugyanebben az évben előadókörutat tett az Egyesült Államokban. 1912-ben házasodott össze második feleségével, Sophie Ryss művészettörténésszel.

### Budapesten
A Nemzetközi Szocialista Iroda megbízásából 1912. november 12-én részt vett és beszédet mondott Budapesten a Magyarországi Szociáldemokrata Párt által szervezett háborúellenes nagygyűlésen. Rövid külpolitikai körképet festett Európáról, s meglepő élességgel ecsetelte a vészesen közelítő háború fenyegetését:
„Nálunk Németországban az uralkodó osztály Ausztriával szűri össze a levet: mindketten háborúról beszélnek, és mindketten háborút szeretnének kezdeni.
Miről van szó? Arról a veszedelemről, hogy egész Európa vérbe, lángba borul, s csak romhalmaz, füstölgő romhalmaz marad belőle, világháborúról, amely talán a kapitalista világ összeomlását jelentheti – talán; világháborúról, amelyet az uralkodó osztályok robbantanak ki.
Miért kell a népnek Európa-szerte mindenütt annak az óriási fegyverkezésnek a terheit viselnie, amely milliárdokat emészt fel évről évre, miért kell a dolgozó népből ezeket a nagy seregeket kiszakítani és a csatamezőre küldeni, miért? A dolgozó nép kérdi ezt: miért?
Könnyű a válasz: hogy Szerbia ne legyen szabad, hogy Szerbia Ausztria jobbágya legyen, hogy más népek ne legyenek szabadok, hogy más népeket elnyomjanak! Erre kell a háború, és közben azt hazudják minden országban, hogy a háború a népek szabadságának biztosítására kell.”
A továbbiakban kifejezte azt az őszinte reményét, hogy ez a közelgő világháború a népek határozott összefogásával meggátolható:
„A háború nem fog kitörni, mert a nép így akarja. S ezzel a jelszóval zárom szavaimat: Európa bármely pontján legyenek is a háborús uszítók, le velük! Éljen a nemzetközi, népeket felszabadító proletariátus! Éljen a népek közötti béke! Le a háborús uszítókkal!”

### Hadiipari korrupciós botrány
Liebknecht 1912-ben a Szociáldemokrata Párt színeiben bejutott a Reichstagba. A militarizmus sajátosságainak tanulmányozása során belemélyedt a fegyvergyártásban érdekelt nagytőkés cégek működésének vizsgálatába. Ennek során olyan adatok birtokába jutott, melynek nyilvánosságra hozatalával kirobbantotta a világháború előtti Németország egyik legnagyobb korrupciós botrányát. Az ügyben érintett volt a Krupp-cég, a Deutsche Waffen- und Munitionsfarbrik, a Dilinger Werke, de a szálak elvezettek egészen a hadügyminisztériumig. Először az SPD központi lapja, a Vorwärts közölt leleplező cikkeket, majd Liebknechtnek a Birodalmi Gyűlésben elhangzott 1913. április 18-i, 19-i, 26-i beszédei adtak nyomatékot a rendkívüli politikai súlyú eseménynek. Liebknecht bebizonyította, hogy a hadiipari nagytőkék semmitől nem riadnak vissza, hogy állami megrendeléseiket biztosítsák. Egy sor sajtóterméket a kezükben tartanak, újságírók tucatjait saját ügynökeikként mozgatnak, melyek segítségével álhíreket közölnek mind belföldön, mind külföldön, hisztériakeltéssel, háborús uszítással segítik elő hadi megrendeléseiket. Másrészt államhivatalnokokat vesztegetnek meg közvetlenül, vagy ültetnek busás fizetésért cégeik felügyelőbizottságainak tagjai közé. A hadiipari nagytőkék még a külpolitika közvetlen manipulálásában is részt vesznek, bizonyos háborúk elindításában játszott közvetlen szerepüket Liebknecht egy sor ténnyel bizonyította. A hatóságok mindezeket nem hagyhatták figyelmen kívül, de a lehető legnagyobb mértékben igyekeztek elsimítani az ügyet.
Ezek következtében 1913. július 31. és augusztus 5. között, a berlini hadbíróság előtt zajlott le az első Krupp-per. A vádlottak padján hét katonai tisztviselő ült, hadititkok elárulása és vesztegetés miatt. A per a nyilvánosság kizárásával folyt le, négy vádlottat csekély szabadságvesztésre ítéltek. Október 23. és november 8. között került megrendezésre a második Krupp-per, M. Brandt Krupp-ügynök és O. Eccius igazgató, az export osztály vezetője ellen. Mindketten igen enyhe büntetéssel megúszták.
Liebknecht legfontosabb megoldási javaslata a hadiipari magántőke anomáliáira, a szédületes fegyverkezési versenyre vonatkozóan, a szektor nemzetközileg egyeztetett államosítása.

### A világháború alatt
A Reichstagban 1914. augusztus 4-én került sor a hadihitelekről történő első szavazásra, s ezen az SPD jobboldali vezetése a pártegység megtartásának fontosságát eltúlozva, erőteljes nyomást gyakorolt a háborút ellenzők baloldali csoportjára. Az SPD frakción belül kialakult feszült helyzetet tükrözik Liebknecht sorai: „[…] szükségesnek tartom leszögezni, hogy a frakcióban az említett kérdésekben homlokegyenest ellentétes felfogások uralkodtak, amelyek a vitákban eleddig soha nem tapasztalt szenvedélyességgel jutottak kifejezésre, és teljességgel kizárták az egyhangú szavazást. Így tehát semmiképpen sem felel meg az igazságnak az az állítás, hogy a hadihitelek jóváhagyásáról szóló határozatot egyhangúlag hoztuk.” – melyet a pártvezetés igyekezett elhíresztelni a nyilvánosság előtt. Ekkor még a háborút ellenzők maroknyi csoportja – Liebknechttel együtt – ingadozott, s egyelőre a nyomásnak engedve megelégedett a tartózkodással.
Néhány hét múlva közös háborúellenes nyilatkozatot adott ki Rosa Luxemburggal, Franz Mehringgel és Clara Zetkinnel, melyet több külföldi lapban megjelentettek. Liebknecht szeptember és október folyamán előadókörutat tett, hogy összegyűjtse az országszerte egyelőre csak sporadikusan működő háborúellenes erőket. Az igazi lökést azonban az jelentette, hogy a december 2-i Reichstag szavazáson egyedüliként szavazott ellene, miközben 17 párttársa ellenző nyilatkozat mellett tartózkodott, illetve 110 SPD frakciótársa pedig támogatólag voksolt. Liebknecht egy nyilatkozatot adott át a Ház elnökének, aki annak jegyzőkönyvbe vételét megtagadta. Ezen alábbi sorait egyetlen német újság sem közölte:
„Ez a háború, amelyet a benne részt vevő népek közül egyik sem akart, nem a német nép vagy bármely másik nép jólétének érdekében tört ki. Imperialista háborúról van itt szó, olyan háborúról, amely a világpiac feletti tőkés uralomért, az ipari és a banktőke számára fontos befektetési területek politikai birtoklásáért folyik. A fegyverkezési verseny szemszögéből olyan preventív háborúról van szó, amelyet a német és az osztrák háborús párt a félabszolutizmus és a titkos diplomácia homályában közösen idézett elő. A fellendülő munkásmozgalom demoralizálását és szétzúzását célzó bonapartista vállalkozásról van szó. Ez az elmúlt hónapokban a féktelen ködösítés ellenére egyre nyilvánvalóbbá vált.
A német jelszó – »a cárizmus ellen« –, akárcsak a mostani angol és francia jelszó – »a militarizmus ellen« –, azt a célt szolgálta, hogy a legnemesebb ösztönöket, a nép forradalmi hagyományait és reményeit mozgósítsák a nemzeti gyűlölködés érdekében. Németország, amely a cárizmus bűntársa, és a politikai elmaradottságnak mai napig is mintaképe, nem hivatott a népek felszabadítására. Mind az orosz, mind a német nép felszabadítása csakis e népek saját műve lehet.
A háború nem német védelmi háború. Történelmi jellege és eddigi lefolyása megtiltják, hogy elhiggyük egy tőkés kormánynak, hogy az a cél, amelynek érdekében a hiteleket követeli, a haza megvédése. […]
[…] tiltakozásul a háború ellen, a kirobbantásáért felelősek és megrendezőik ellen, ama tőkés politika ellen, amely előidézte, ama tőkés célok ellen, amelyekért folyik, az annexiós tervek ellen, a belga és a luxemburgi semlegesség megsértése ellen, a katonai diktatúra ellen, a szociális és politikai kötelességmulasztás ellen, ami a kormánynak és az uralkodó osztályoknak ma is bűne, a kért hadihiteleket megtagadom.”
Hermann Duncker, Hugo Eberlein, Julian Marchlewski, Franz Mehring, Ernst Meyer, Wilhelm Pieck, Martha Arendsee, Fritz Ausländer, Heinrich Brandler, Kate Duncker, Otto Gabel, Otto Geithner, Leo Jogiches, August Thalheimer és Bertha Thalheimer társaságában alapító tagja a Rosa Luxemburg kezdeményezésére létrejött Internacionálé Csoportnak (Gruppe Internationale), mely a Németország Szociáldemokrata Pártján belül működő, de a párt háborút támogató, ún. burgfrieden politikáját elutasító álláspontot képviselt. 1915-ben gyenge szervezete, nyilvánvaló alkalmatlansága ellenére – mintegy büntetésként – besorozták, és több hónapot töltött a fronton. Később rossz egészségi állapotára való tekintettel hazaengedték. 1916 áprilisában a háborús hitelekről beszélt, és újra szavazást kért ebben a kérdésben. Beszéde akkora felháborodást okozott, hogy 1916. december 8-án bebörtönözték, s 22 és fél hónapot töltött a luckaui fegyházban.

### A német forradalomban

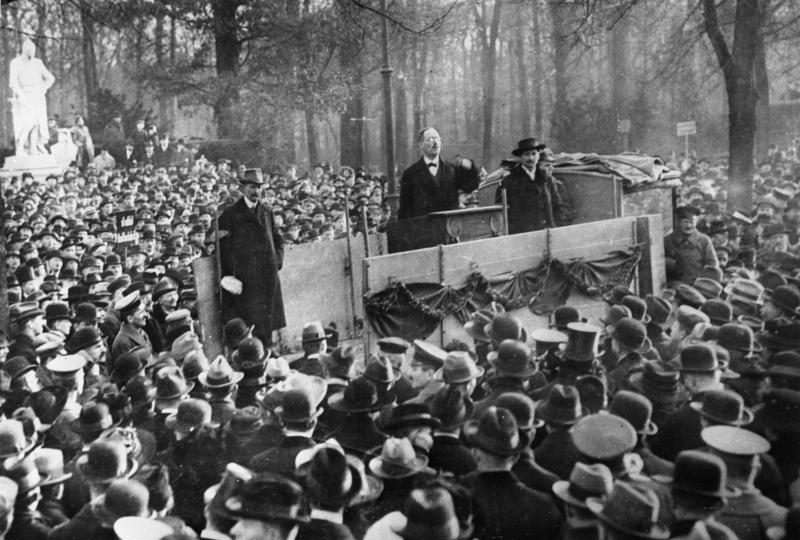
Liebknecht egy nagygyűlésen a Großer Tiergartenben, 1918

Társaival már 1918-ban tervezte a forradalmat, amely a Spartakista Liga vezetésével fog lezajlani. 1919. január 6-án pedig kirobbant a Spartakus-felkelés. A szociáldemokrata Friedrich Ebert a Freikorpsok, (a nacionalista milícia) bevetésével elfojtotta a megmozdulásokat. Január 15-én Rosa Luxemburgot és Liebknechtet letartóztatták, puskatussal leütötték, és fejbe lőtték. Luxemburg holttestét a közeli folyóba dobták (májusban került elő), Liebknechtét a közeli hullaházba vitték azonosítás nélkül. Egy Freikorps-tagot később két év börtönre ítéltek tette miatt.

## Művei
- Karl Liebknecht (német nyelven). Marxists’ Internet Archive Deutschsprachiger Teil, 2013. augusztus 13. (Hozzáférés: 2013. augusztus 13.)
- Karl Liebknecht: Works (angol nyelven). Karl Liebknecht Internet Archive, 2013. augusztus 13. (Hozzáférés: 2013. augusztus 13.)

### Magyarul
- Válogatott beszédek és írások. Wilhelm Pieck emlékbeszédével; ford. Aranyossi Pál, Józsa Péter, versford. Devecseri Gábor; Szikra, Bp., 1954
- A gothai program kritikája. Marx, Engels, Bebel, Bracke, Kautsky és Liebknecht leveleivel, Lenin Állam és forradalom c. művének részleteivel és programdokumentumokkal; szerk. Kálmán Endre, sajtó alá rend. a marxizmus-leninizmus klasszikusainak szerkesztősége; Kossuth, Bp., 1975
- A militarizmus és a háború ellen; vál., előszó Vörös Gyula, ford. Aranyossi Pál et al.; Kossuth, Bp., 1983 (Források) 301 old. ISBN 963-09-2304-1

## Lásd még
- Németország történelme
- Németek